# Base monetaria
En economía, la base monetaria (BM), denominada también base de dinero, reserva de dinero o  dinero de alta potencia (en inglés high-powered money), está constituido por la suma del dinero legal en manos del público (billetes y monedas) y las reservas bancarias, que son a su vez la suma del dinero legal en manos de los bancos y los depósitos de estos en el banco central emisor, que es banquero de bancos y del Estado.
El dinero legal emitido por cada banco central emisor (circulación fiduciaria) puede, pues, estar "en manos" del público, es decir, en el Activo del público, o bien en el Activo de los bancos. Otra forma de definir la base monetaria es que constituye el núcleo del Pasivo (pasivos monetarios) del banco central emisor.
La base monetaria es responsabilidad del banco central emisor, y la regulación y control de la oferta monetaria comienza con ella.
No debe confundirse el término base monetaria aquí descrito con la oferta monetaria u oferta de dinero, que es la suma del dinero legal en manos del público más los depósitos en los bancos comerciales.

## Gestión

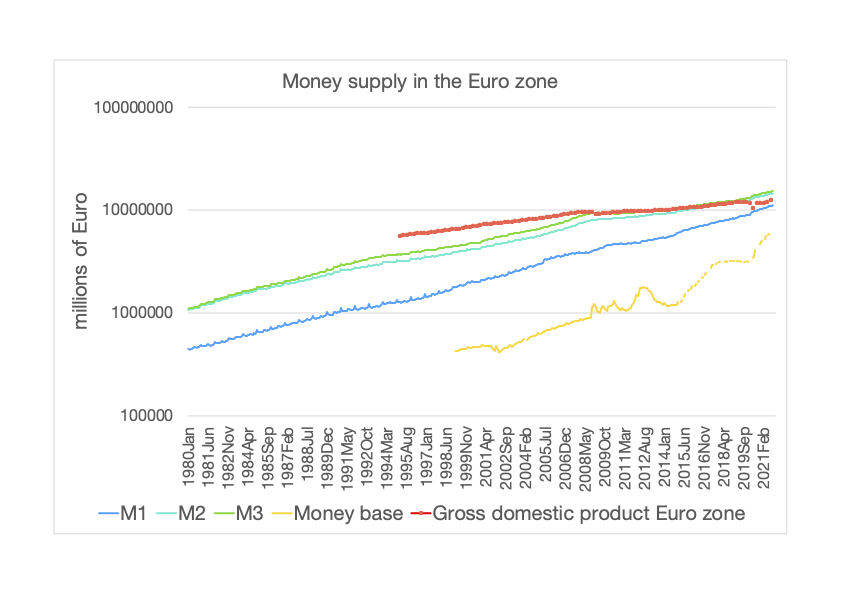
Gráfica de los tipos de dinero en euros. Representando M1, M2 y M3

La base monetaria normalmente es controlada por la Autoridad monetaria, institución de un país que controla la política monetaria y que generalmente suele ser el Banco central o el Ministerio de Economía, ya que tienen el monopolio de emisión de billetes. Estas instituciones llevan a cabo la impresión de moneda y su liberación o retirada de la economía, a través de operaciones de mercado abierto (es decir, la compra y venta de títulos de deuda pública). Estas instituciones también suelen tener la capacidad de influir en las actividades bancarias mediante la manipulación de las tasas de interés, y pueden cambiar los requerimientos de reservas de los bancos. Controlan la cantidad total de reservas bancarias mediante el coeficiente de caja. Para saber la cantidad de efectivo en manos del público no tiene más que restar ambos agregados.
Las Operaciones de Mercado Abierto son herramientas de política monetaria que afectan directamente a la base monetaria; ésta puede ampliarse o reducirse mediante una política expansiva o una política de contracción, pero no sin riesgo.
La base monetaria también se denomina en inglés "high-powered money" ("dinero de alta potencia") porque la magnitud de los cambios en la base monetaria puede ser enormemente magnificada por el multiplicador bancario; es decir, un pequeño cambio en la base monetaria puede dar lugar a un gran cambio en la oferta de dinero en general. Como ejemplo, un incremento de la base monetaria en 100€ puede, en el límite, tras pasar por un sistema de banca de reserva fraccionaria con un coeficiente de encaje del 10%, llevar a un incremento de la masa monetaria en 1000€, debido a los efectos multiplicadores del coeficiente de reserva fraccionaria.

## Creación de dinero

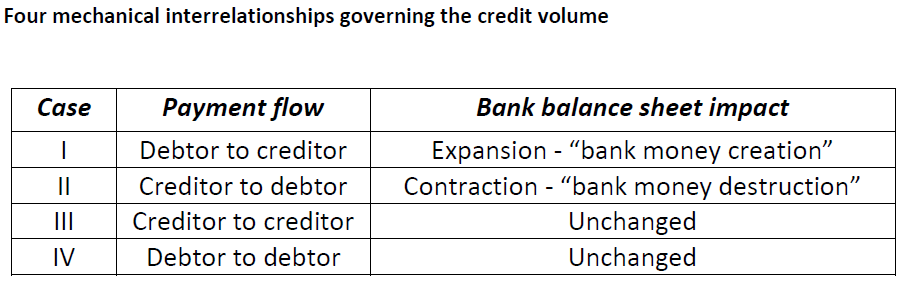
De acuerdo con la "mecánica crediticia": El hecho de que los préstamos bancarios aumenten o no la cantidad de dinero bancario (la oferta monetaria) depende de los flujos de pagos.

La oferta de dinero es una magnitud que se ve determinada por las interacciones del banco central, los bancos y el público. Estos tres grupos son los que determinan la cuantía de la oferta monetaria a través de la base monetaria, el coeficiente de caja y el cociente entre el efectivo y los depósitos.
La cantidad de dinero de que dispone una economía depende, en primer lugar, del dinero que emita el banco central, cuanto más dinero ponga en circulación el banco emisor mayor será la oferta monetaria, la economía dispone de más dinero. Pero también influye la proporción de efectivo en relación con los depósitos, que es una relación que depende de las costumbres de las personas, del coste de mantener efectivo,  de la facilidad para conseguirlo y del número de cajeros automáticos. Por último también depende del coeficiente de caja que establezca la autoridad monetaria a los bancos comerciales. Este coeficiente establece el límite a la creación de dinero que realizan los bancos.

## Ecuaciones básicas
Las ecuaciones básicas monetarias relacionan la oferta monetaria (masa monetaria), la base monetaria, el efectivo, los depósitos y el multiplicador bancario con los créditos comerciales que otorgan los bancos a los clientes.
| {\displaystyle \ OM=E+D}       |
| {\displaystyle \ BM=E+R}       |
| {\displaystyle \ OM=m\cdot BM} |

OM = oferta de dinero (oferta monetaria)

E = efectivo en manos del público, es decir la cantidad de dinero que mantiene las personas sin ingresar en los bancos

D = volumen de depósitos bancarios que mantiene el público

BM = base monetaria 

R = reservas bancarias (las reservas bancarias es las suma de los depósitos en el banco central más los billetes que se contienen en la caja de los bancos

m = multiplicador monetario